# Superliga e Futbollit të Kosovës 2023-2024
La Superliga e Futbollit të Kosovës 2023-2024, anche nota come ALBI MALL Superliga 2023-2024 per motivi di sponsorizzazione, è stata la 25ª edizione del massimo campionato di calcio kosovaro, iniziata il 12 agosto 2023 e terminata il 25 maggio 2024.
Il Ballkani era la squadra campione in carica e si è riconfermato, conquistando il suo terzo titolo nazionale.

## Stagione

### Novità
Al termine della stagione 2022-2023 sono stati retrocessi Ferizaj, Trepça '89 e Drenica, ultime tre classificate. Al loro posto, dalla Liga e Parë sono stati promossi Feronikeli, Fushë Kosova e Liria.

### Regolamento
Le 10 squadre partecipanti giocano un doppio girone all'italiana con partite di andata e ritorno due volte, per un totale di 36 giornate. Al termine del campionato, la prima classificata è campione del Kosovo e si qualifica per la UEFA Champions League 2024-2025, mentre seconda e terza classificata si qualificano per la UEFA Conference League 2024-2025.
Le ultime due vengono retrocesse direttamente in Liga e Parë, mentre la terzultima gioca uno spareggio promozione-retrocessione con una squadra di Liga e Parë.

## Squadre partecipanti
| Club         | Città        | Stagione precedente |
| ------------ | ------------ | ------------------- |
| Ballkani     | Suva Reka    | Campione del Kosovo |
| Drita        | Gjilan       | 2° in Superliga     |
| Dukagjini    | Klina        | 4° in Superliga     |
| Feronikeli   | Drenas       | Liga e Parë         |
| Fushë Kosova | Kosovo Polje | Liga e Parë         |
| Gjilani      | Gjilan       | 3° in Superliga     |
| Liria        | Prizren      | Liga e Parë         |
| Llapi        | Podujevë     | 7° in Superliga     |
| Malisheva    | Malishevë    | 6° in Superliga     |
| Prishtina    | Pristina     | 5° in Superliga     |

## Classifica finale
|                   | Pos. | Squadra      | Pt | G  | V  | N  | P  | GF | GS | DR  |
| ----------------- | ---- | ------------ | -- | -- | -- | -- | -- | -- | -- | --- |
| Kosovo (bandiera) | 1.   | Ballkani     | 78 | 36 | 23 | 9  | 4  | 62 | 26 | +36 |
|                   | 2.   | Llapi        | 71 | 36 | 21 | 8  | 7  | 56 | 27 | +29 |
|                   | 3.   | Drita        | 67 | 36 | 19 | 10 | 7  | 49 | 27 | +22 |
|                   | 4.   | Malisheva    | 57 | 36 | 17 | 6  | 13 | 58 | 45 | +13 |
|                   | 5.   | Prishtina    | 49 | 36 | 11 | 16 | 9  | 41 | 32 | +9  |
|                   | 6.   | Gjilani      | 45 | 36 | 11 | 12 | 13 | 43 | 38 | +5  |
|                   | 7.   | Dukagjini    | 45 | 36 | 10 | 15 | 11 | 38 | 48 | -10 |
|                   | 8.   | Feronikeli   | 44 | 36 | 12 | 8  | 16 | 39 | 47 | -8  |
|                   | 9.   | Fushë Kosova | 20 | 36 | 4  | 8  | 24 | 20 | 64 | -44 |
|                   | 10.  | Liria        | 14 | 36 | 2  | 8  | 26 | 26 | 78 | -52 |

      Campione del Kosovo e ammessa alla UEFA Champions League 2024-2025
      Ammesso alla UEFA Europa Conference League 2024-2025
  Ammessa allo Spareggio promozione/retrocessione.
      Retrocesse in Liga e Parë 2024-2025.

## Spareggio promozione-retrocessione
|            | Risultati |                | Luogo e data          |
| ---------- | --------- | -------------- | --------------------- |
| Feronikeli | 1 - 0     | Prishtina e Re | Drenas, 1 giugno 2024 |
|            |           |                |                       |